# CAF Champions League 2011
La CAF Champions League 2011 è la 47ª edizione della massima competizione per squadre di club in Africa, la 15ª che si svolge con il formato attuale. La squadra vincitrice si qualifica per la Coppa del mondo per club FIFA 2011.

La squadra campione in carica è l'TP Mazembe, vincitrice dell'edizione 2010.

## Turno preliminare
L'andata del turno preliminare è stata disputata dal 28 al 30 gennaio 2011, le gare di ritorno si sono svolte dall'11 al 14 febbraio 2011.
| Squadra 1              | Totale            | Squadra 2              | Andata | Ritorno |
| ---------------------- | ----------------- | ---------------------- | ------ | ------- |
| ASFAN                  | 0 – 3             | JC Abidjan             | 0 – 0  | 0 – 3   |
| Saint Michel d'Ouenzé  | 0 – 3             | Enyimba                | 0 – 1  | 0 – 2   |
| US Bitam               | 0 – 0 (5 – 3 dcr) | Les Astres             | 0 – 0  | 0 – 0   |
| Olympic Real de Bangui | 1 – 3             | MC Alger               | 1 – 1  | 0 – 2   |
| Inter Luanda           | Ritiro            | Township Rollers       | ---    | ---     |
| East End Lions         | 0 – 4             | Djoliba                | 0 – 2  | 0 – 2   |
| Diaraf                 | 3 – 1             | Ports Authority        | 1 – 1  | 2 – 0   |
| ASPAC                  | 2 – 1             | Club Deportivo Mongomo | 1 – 0  | 1 – 1   |
| ASEC Mimosas           | 9 – 0             | CF Cansado             | 7 – 0  | 2 – 0   |
| Motor Action           | 1 – 1 (4 – 3 dcr) | CNaPS Sport            | 0 – 1  | 1 – 0   |
| Raja Casablanca        | Ritiro            | Tourbillon             | 10 – 1 | ---     |
| Ulinzi Stars           | 0 – 5             | Zamalek                | 0 – 4  | 0 – 1   |
| APR                    | 2 – 6             | Club Africain          | 2 – 2  | 0 – 4   |
| Recreativo Caála       | 2 – 1             | Saint-George SA        | 2 – 0  | 0 – 1   |
| Elan Club              | 2 – 4             | Simba                  | 0 – 0  | 2 – 4   |
| Mighty Barrolle        | 0 – 3             | Kano Pillars           | 0 – 2  | 0 – 1   |
| Wydad Casablanca       | 3 – 1             | Aduana Stars           | 3 – 0  | 0 – 1   |
| Fello Star             | 1 – 4             | ASFA Yennenga          | 1 – 1  | 0 – 3   |
| Vital'O Football Club  | 3 – 3 (gfc)       | Cotonsport             | 2 – 2  | 1 – 1   |
| Zanzibar Ocean View    | 1 – 4             | AS Vita Club           | 1 – 1  | 0 – 3   |
| Supersport United      | 3 – 2             | Matlama                | 2 – 0  | 1 – 2   |
| Young Buffaloes        | 4 – 2             | St Michel United       | 3 – 0  | 1 – 2   |
| ZESCO United           | 4 – 2             | Liga Muçulmana         | 3 – 0  | 1 – 2   |

## Primo turno
Le gare di andata si disputeranno dal 18 al 20 marzo 2011, quelle di ritorno dal 1º al 3 aprile 2011.
| Squadra 1                   | Totale            | Squadra 2         | Andata       | Ritorno  |
| --------------------------- | ----------------- | ----------------- | ------------ | -------- |
| Al Ittihad                  | Ritiro            | JC Abidjan        | ---          | --- 1    |
| US Bitam                    | 1 – 2             | Enyimba           | 0 – 0        | 1 – 2    |
| Dynamos                     | 4 – 4 (gfc)       | MC Alger          | 4 – 1        | 0 – 3    |
| Al-Merreikh Sporting Club   | 2 – 2 (2 - 3rig.) | Inter Luanda      | 2 – 0        | 0 – 2    |
| Diaraf                      | 4 – 1             | Djoliba           | 3 – 0        | 1 – 1    |
| Espérance Sportive de Tunis | 5 – 2             | ASPAC             | 5 – 0        | 0 – 2    |
| Motor Action                | 2 – 4             | ASEC Mimosas      | 2 – 4 (rig.) | 2        |
| Stade Malien                | 2 – 2 (gfc)       | Raja Casablanca   | 2 – 1        | 0 – 1    |
| Club Africain               | a tavolino 3      | Zamalek           | 4 – 2        | sospesa3 |
| Al Hilal                    | 4 – 1             | Recreativo Caála  | 3 – 0        | 1 – 1    |
| TP Mazembe                  | 6 – 3             | Simba             | 3 – 1        | 3 – 2    |
| Wydad Casablanca            | 2 – 0             | Kano Pillars      | 2 – 0        | 0 – 0    |
| E.S. Setif                  | 6 – 3             | ASFA Yennenga     | 2 – 0        | 4 – 3    |
| AS Vita Club                | 0 – 3             | Cotonsport        | 0 – 1        | 0 – 2    |
| Al-Ahly                     | 2 – 1             | Supersport United | 2 – 0        | 0 – 1    |
| ZESCO United                | 7 – 0             | Young Buffaloes   | 5 – 0        | 2 – 0    |

- Nota 1: A causa della situazione in Costa d'Avorio e in Libia, la CAF aveva deciso di disputare una gara unica in campo neutro. Dopo il ritiro del JC Abidjan, l'Al Ittihad ha ottenuto la qualificazione[1].
- Nota 2: A causa della situazione in Costa d'Avorio, è stata disputata una gara unica in Zimbabwe[1].
- Nota 3: La partita di ritorno è stata sospesa al 95' sul risultato di 2-1 per lo Zamalek a causa dell'invasione di campo da parte dei tifosi dello Zamalek[2].

## Ottavi
Le gare di andata si sono disputate dal 22 al 24 aprile 2011, quelle di ritorno dal 6 al 13 maggio 2011.
| Squadra 1                   | Totale             | Squadra 2     | Andata | Ritorno  |
| --------------------------- | ------------------ | ------------- | ------ | -------- |
| Enyimba                     | 1 – 0              | Al Ittihad    | 1 – 0  | 4        |
| Inter Luanda                | 3 – 4              | MC Alger      | 1 – 1  | 2 – 3    |
| Espérance Sportive de Tunis | 6 – 0              | Diaraf        | 5 – 0  | 1 – 0    |
| Raja Casablanca             | 1 – 1 (5 – 4 rig.) | ASEC Mimosas  | 1 – 1  | 5        |
| Al Hilal                    | a tavolino         | Club Africain | 1 – 0  | sospesa6 |
| Wydad Casablanca            | 1 – 2              | TP Mazembe    | 1 – 0  | 0 – 2    |
| Cotonsport                  | 4 – 3              | E.S. Setif    | 4 – 1  | 0 – 2    |
| ZESCO United                | 0 – 1              | Al-Ahly       | 0 – 0  | 0 – 1    |

- Nota 4: A causa della situazione in Libia, la CAF ha deciso di disputare una gara unica[3].
- Nota 5: A causa della situazione in Costa d'Avorio, la CAF ha deciso di disputare una gara unica[3]
- Nota 6: La partita è stata sospesa all'81º minuto, sul punteggio di 1-1, per l'invasione di campo da parte dei tifosi del Club Africain[4].

Le squadre eliminate accedono alla Coppa della Confederazione CAF 2011.
Il 14 maggio 2011 il Comitato organizzatore ha accolto il reclamo presentato dal Simba sulla posizione del giocatore del TP Mazembe Janvier Besala Bokungu, squalificando il TP Mazembe e decidendo di assegnare il posto dei congolesi nella fase a gironi alla vincente di uno spareggio in campo neutro tra Simba e Wydad Casablanca.

### Spareggio
Lo spareggio si è giocato il 28 maggio al Petrosport Stadium del Cairo.
| Squadra 1 | Risultato | Squadra 2        |
| --------- | --------- | ---------------- |
| Simba     | 0 – 3     | Wydad Casablanca |

## Fase a gruppi
Squadre qualificate:
- MC Alger
- Raja Casablanca
- Al Hilal
- Enyimba
- Espérance Sportive de Tunis
- Al-Ahly
- Cotonsport
- Wydad Casablanca

Il sorteggio si è svolto il 15 maggio 2011.

### Gruppo A
| Squadre         | G | V | N | P | GF | GS | DR | Pt |
| --------------- | - | - | - | - | -- | -- | -- | -- |
| Enyimba         | 6 | 4 | 2 | 0 | 11 | 5  | +6 | 14 |
| Al Hilal        | 6 | 2 | 2 | 2 | 6  | 7  | -1 | 8  |
| Cotonsport      | 6 | 2 | 1 | 3 | 7  | 8  | -1 | 7  |
| Raja Casablanca | 6 | 0 | 3 | 3 | 1  | 5  | -4 | 3  |

|                 | ENY   | HIL   | RAJ   | COT   |
| --------------- | ----- | ----- | ----- | ----- |
| Enyimba         |       | 2 – 2 | 2 – 0 | 2 – 0 |
| Al Hilal        | 1 – 2 |       | 1 – 0 | 2 – 1 |
| Raja Casablanca | 0 – 0 | 0 – 0 |       | 0 – 0 |
| Cotonsport      | 2 – 3 | 2 – 0 | 2 – 1 |       |

### Gruppo B
| Squadre          | G | V | N | P | GF | GS | DR | Pt |
| ---------------- | - | - | - | - | -- | -- | -- | -- |
| Espérance        | 6 | 2 | 4 | 0 | 9  | 4  | +5 | 10 |
| Wydad Casablanca | 6 | 1 | 4 | 1 | 11 | 9  | +2 | 7  |
| Al-Ahly          | 6 | 1 | 4 | 1 | 7  | 6  | +1 | 7  |
| MC Alger         | 6 | 1 | 2 | 3 | 4  | 12 | -8 | 5  |

|                  | AHL   | WYD   | MCA   | EST   |
| ---------------- | ----- | ----- | ----- | ----- |
| Al-Ahly          |       | 3 – 3 | 2 – 0 | 1 – 1 |
| Wydad Casablanca | 1 – 1 |       | 4 – 0 | 2 – 2 |
| MC Alger         | 0 – 0 | 3 – 1 |       | 1 – 1 |
| Espérance        | 1 – 0 | 0 – 0 | 4 – 0 |       |

## Semifinali
Le partite di andata si sono giocate il 1º e il 2 ottobre 2011, quelle di ritorno il 15 e il 16 ottobre.
| Squadra 1        | Totale | Squadra 2 | Andata | Ritorno |
| ---------------- | ------ | --------- | ------ | ------- |
| Wydad Casablanca | 1 – 0  | Enyimba   | 1 – 0  | 0 – 0   |
| Al Hilal         | 0 – 3  | Espérance | 0 – 1  | 0 – 2   |

## Finale
La partita di andata si è giocata il 6 novembre 2011, quella di ritorno il 12 novembre.
| Squadra 1        | Totale | Squadra 2 | Andata | Ritorno |
| ---------------- | ------ | --------- | ------ | ------- |
| Wydad Casablanca | 0 - 1  | Espérance | 0 - 0  | 0 - 1   |

### Andata
| Casablanca 6 novembre 2011, ore 20:00 UTC | Wydad Casablanca | 0 – 0 | Espérance | Stade Mohamed V\| Arbitro: \| Alioum \| |
| Arbitro:                                  | Alioum           |       |           |                                         |

### Ritorno
| Arbitro: | Noumandiez Doué |

|           |           |  |
| Afful 22’ | Marcatori |  |